# Зутервауде
Зутервауде (нидерл. Zoeterwoude) — община в провинции Южная Голландия (Нидерланды).

## История
Первое свидетельство существование населённого пункта в этих местах относится к 1276 году, когда граф Голландии Флорис V передал Дирку ван Сантхорсту домен «Сутреволд». В начале XIV века община была крупнейшей в Нидерландах, однако впоследствии она лишилась большей части своих земель в пользу окружающих городов.
В 1574 году Зутервауде была сожжена дотла, а её польдер затоплен ради увеличения радиуса действия пушек Лейдена. К 1650 году Зутервауда был отстроен вновь. В XIX веке значительная часть земель общины была аннексирована городом Лейден.

## Известные уроженцы и жители города
В 1632 г. умер основоположник голландского реалистического морского пейзажа, художник Ян Порселлис (1584—1632).